# Mark 8

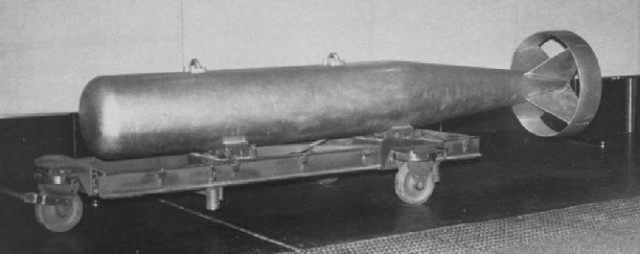
O Mark 8.

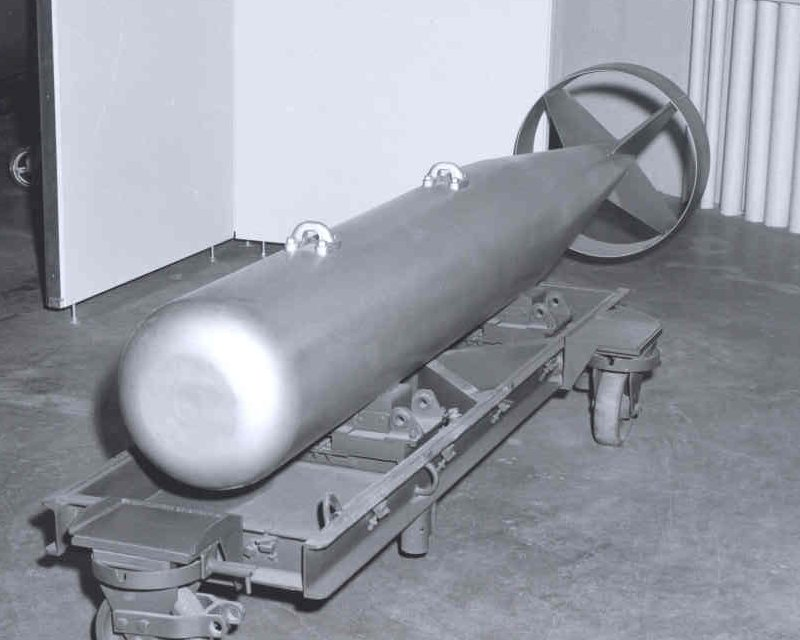

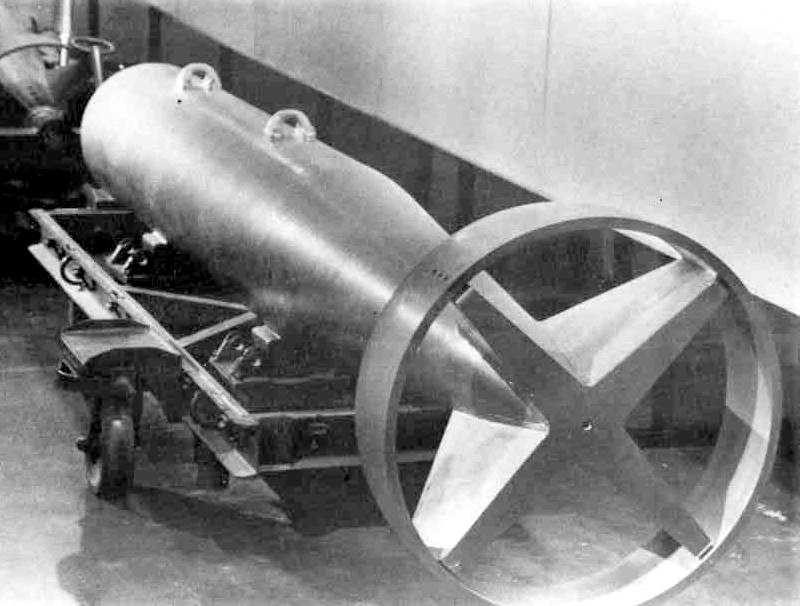

Mark 8 foi uma linha de torpedos nucleares dos Estados Unidos da América, ele foi projetado entre o final dos anos 1940 e começo dos anos 1950.

## Descrição
O Mark 8 foi usado como torpedos pela marinha dos Estados Unidos da América e rendia de 25-30 quilotons, a bomba era do tipo antibunker e podia penetrar 6,7 metros em concreto, 27 metros na areia dura, 37 metros no barro e 13 cm no aço.
As dimensões dele são: 14,5 polegadas de diâmetro, 132 cm de comprimento e pesava 2,380 libras.